# Pemphix
Pemphix è un genere di crostacei estinti, appartenenti ai glifeidei. Visse nel Triassico medio (circa 242 - 235 milioni di anni fa) e i suoi resti fossili sono stati ritrovati in Europa.

## Descrizione
Questo animale aveva un aspetto vagamente simile a quello di un'odierna aragosta, e le dimensioni si aggiravano solitamente intorno ai 20 centimetri di lunghezza. Il corpo era piuttosto allungato, e ricoperto da un carapace ornato da solchi lungo i fianchi e ricoperto da una fitta ornamentazione pustolosa. Pemphix era dotato di un primo paio di pereiopodi robusto e allungato; questi pereiopodi terminavano in strutture simili a chele, con un "dito" superiore lungo, mobile e appuntito. Anche le due paia di pereiopodi successive erano dotate di chele, anche se molto più piccole.

## Classificazione

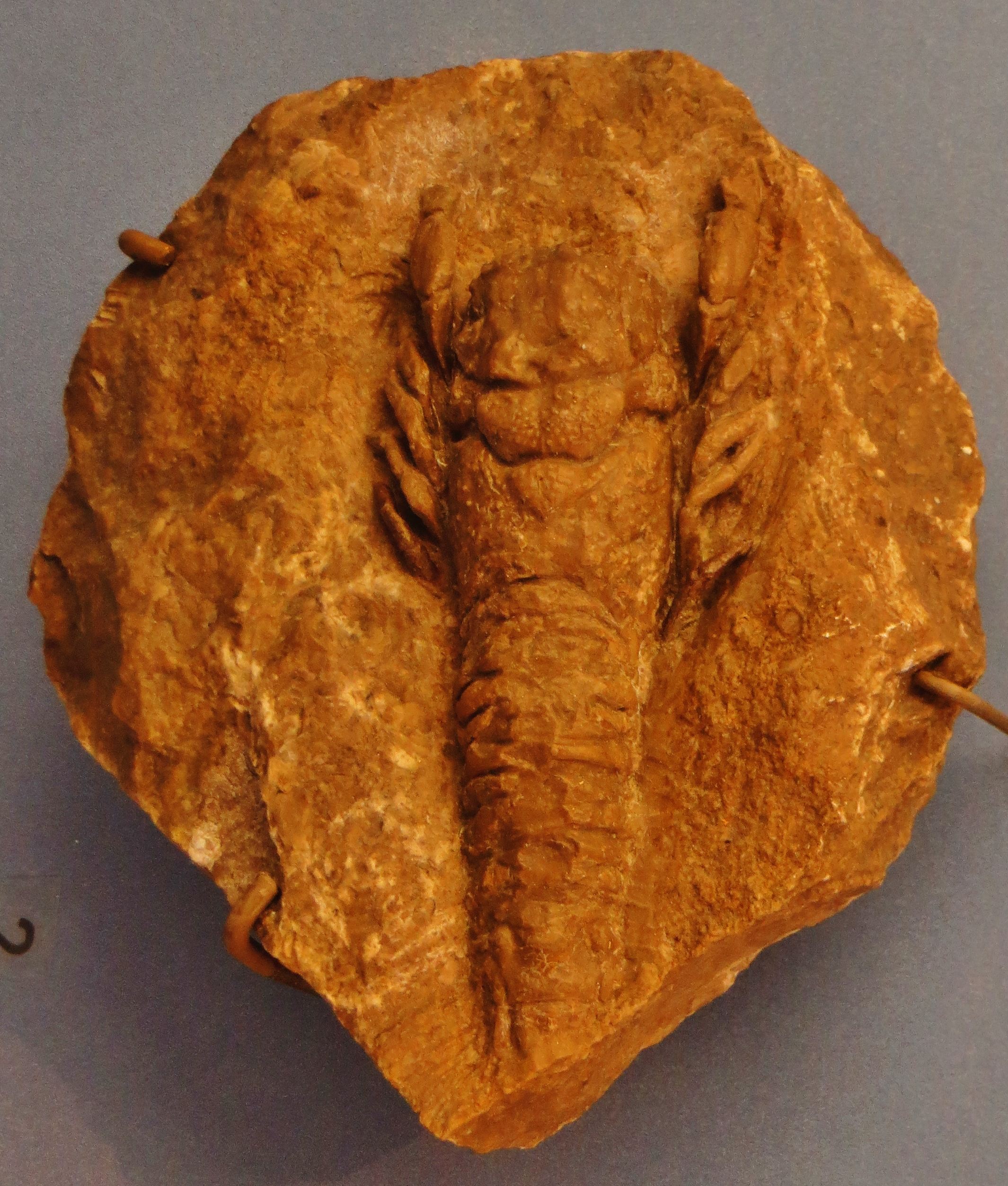
Fossile di Pemphix sueuri

Il genere Pemphix è stato istituito nel 1840 da Hermann von Meyer, ed è molto ben conosciuto grazie a numerosissimi fossili provenienti dal Muschelkalk del Triassico medio della Germania, dove è stata rinvenuta la specie tipo Pemphix sueuri. Altre specie sono state ritrovate in Polonia (P. silesiacus) e in Spagna (P. malladai). In Cina è noto il genere affine Sinopemphix.
Pemphix e Sinopemphix sono gli unici due rappresentanti dei Pemphicidae, una famiglia di crostacei simili a gamberi o aragoste, classificati all'interno del gruppo Glypheidea, attualmente rappresentato da due sole specie.

## Galleria d'immagini

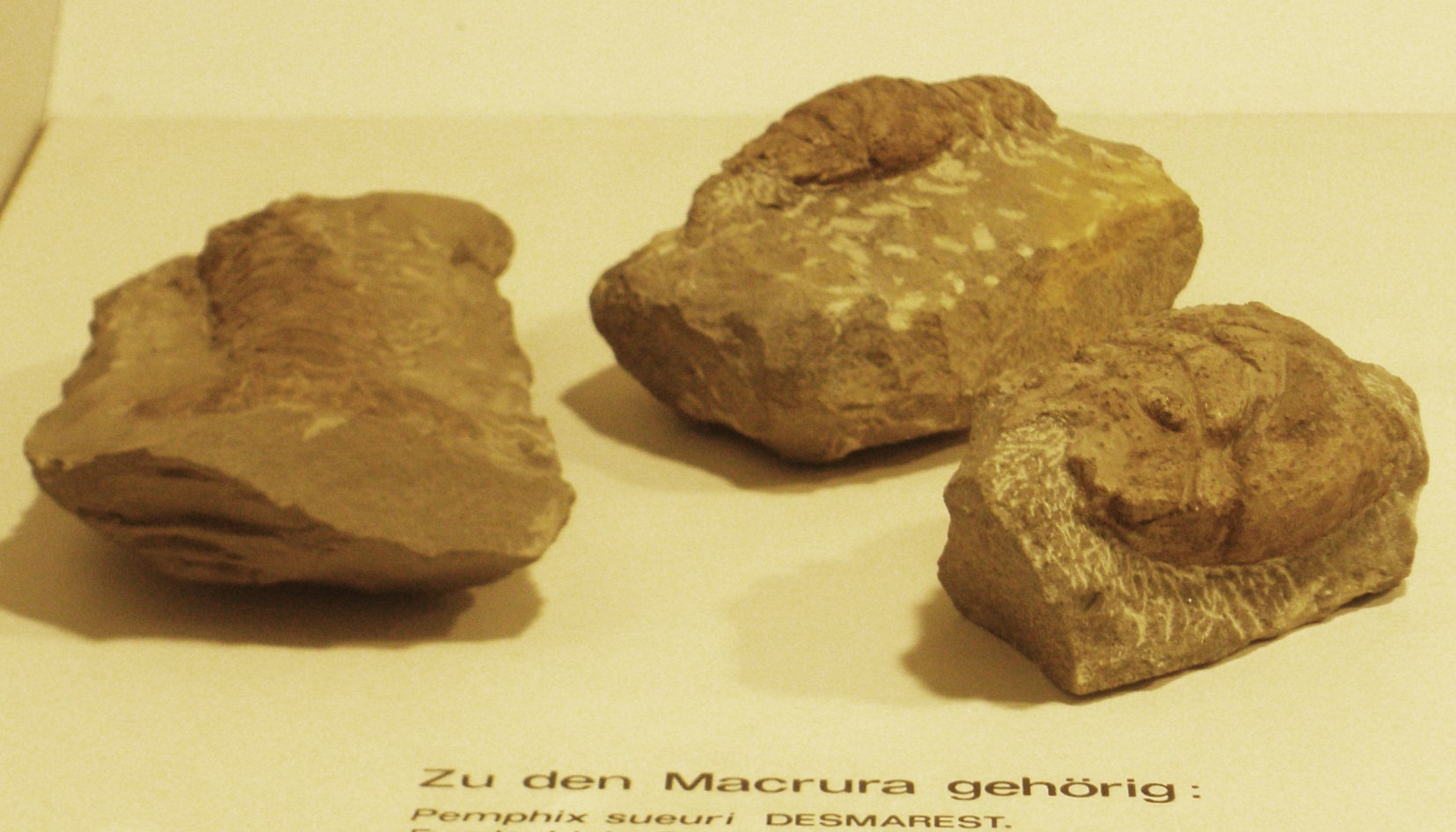
Fossile di Pemphix sueuri
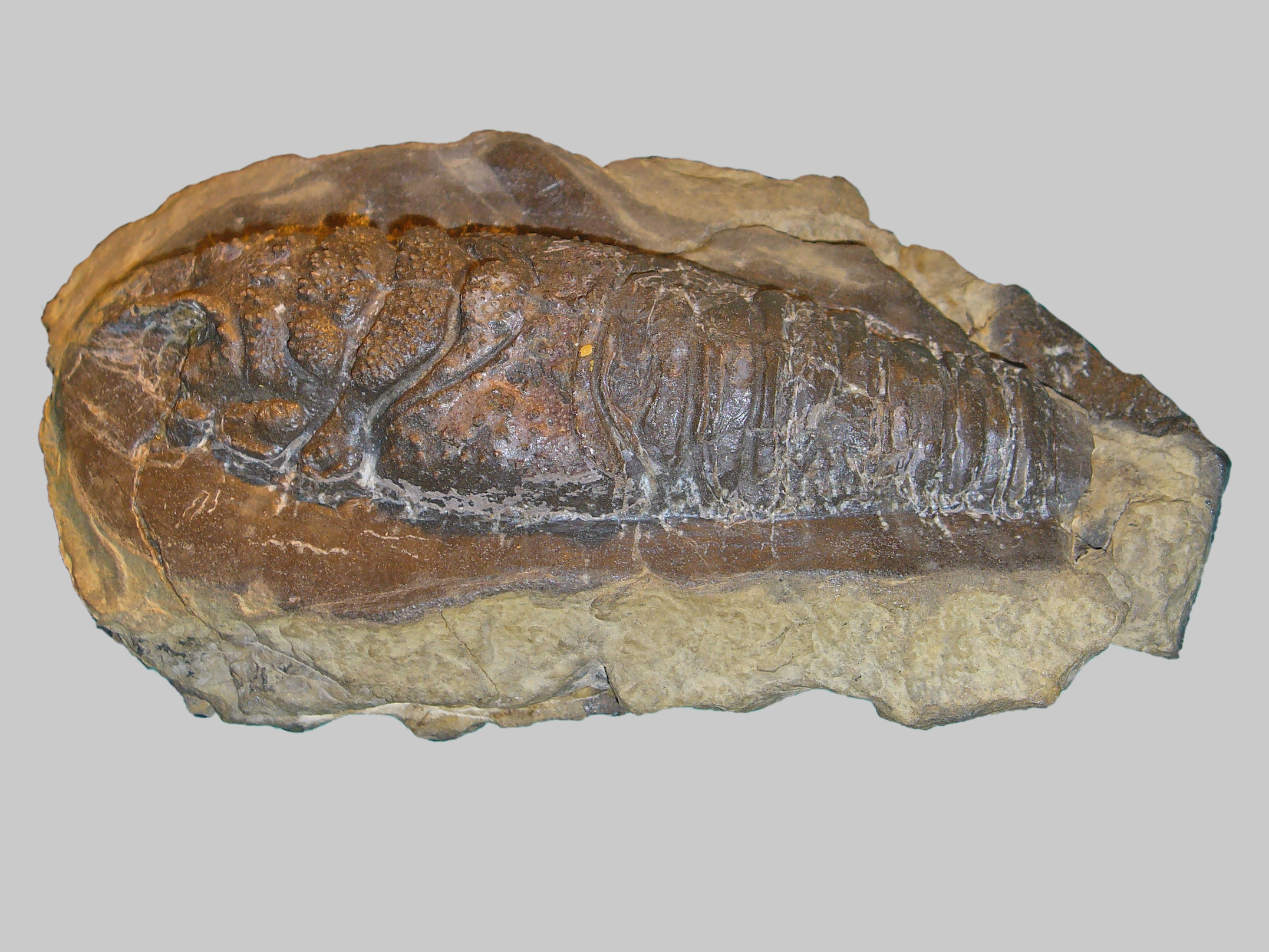
Fossile di Pemphix sueuri
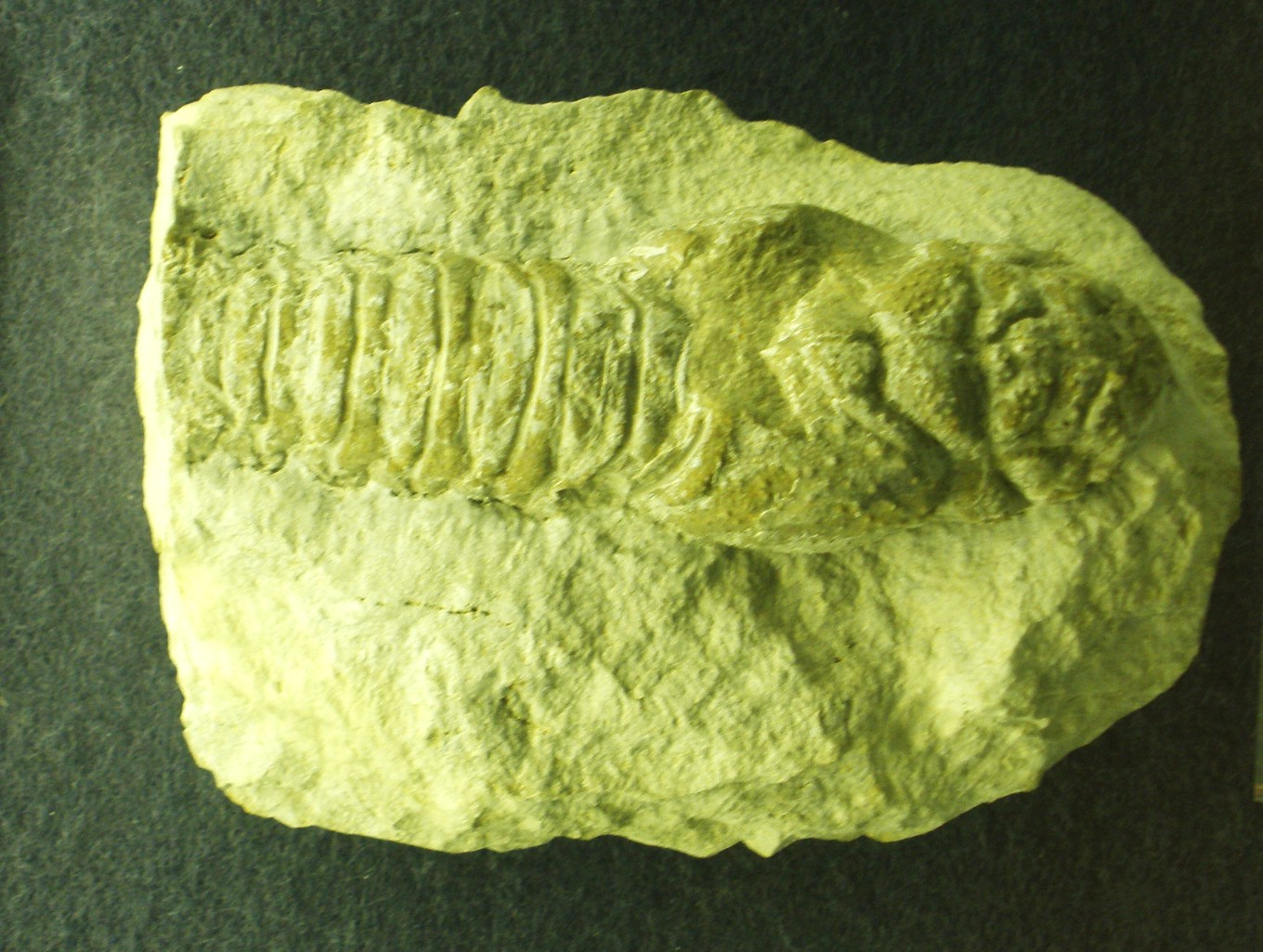
Fossile di Pemphix sueuri
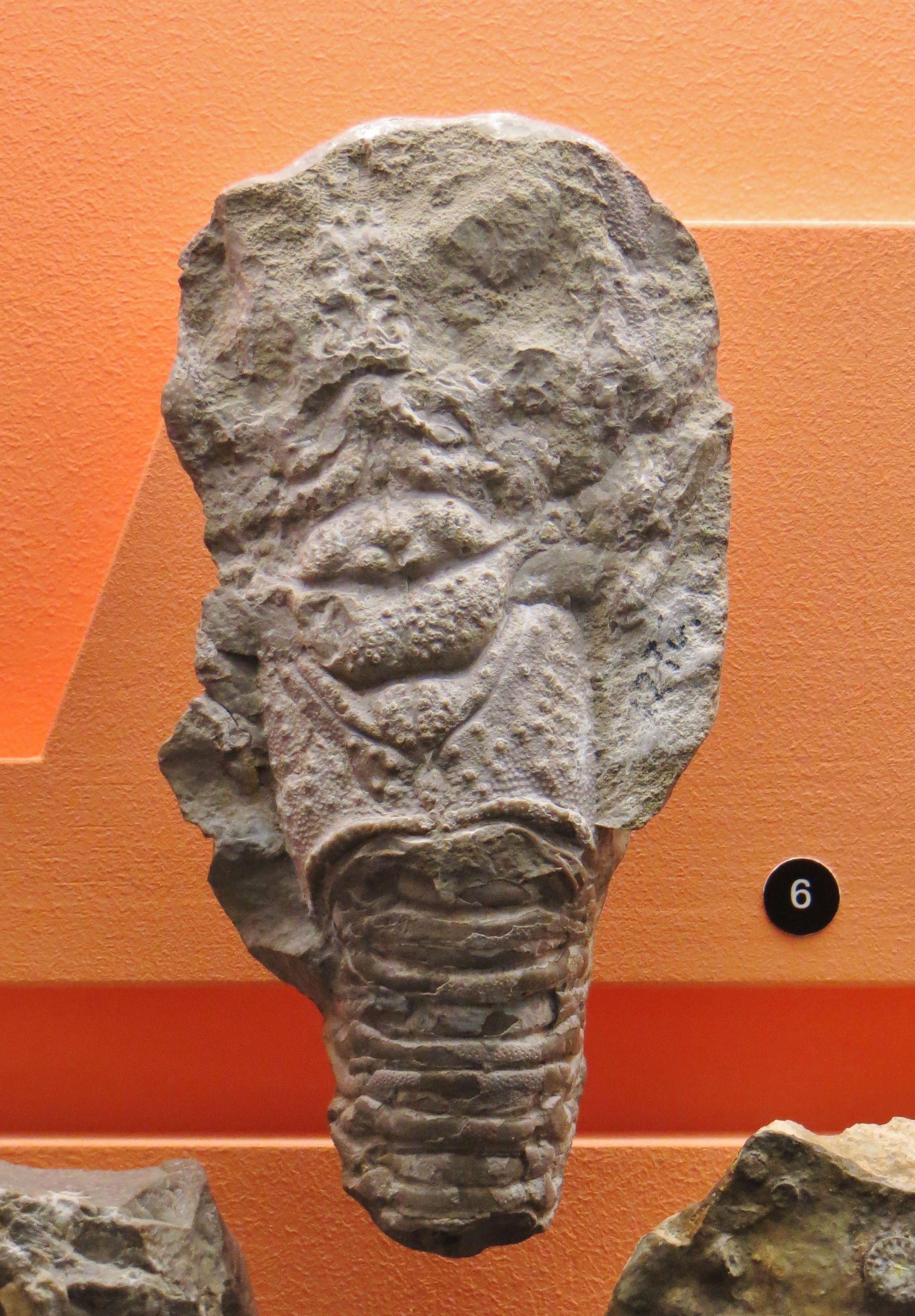
Fossile di Pemphix sueuri
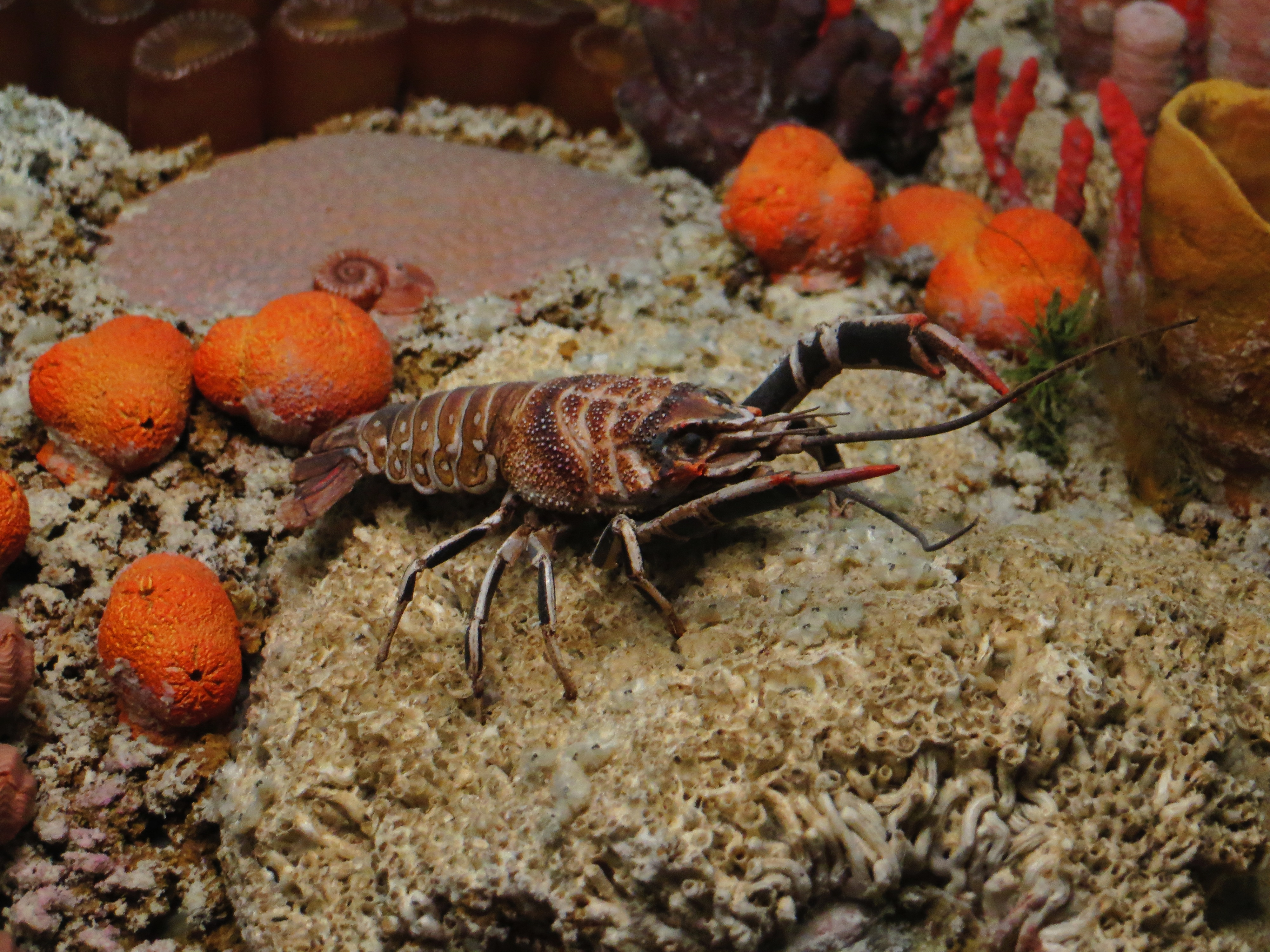
Modello di Pemphix sueuri
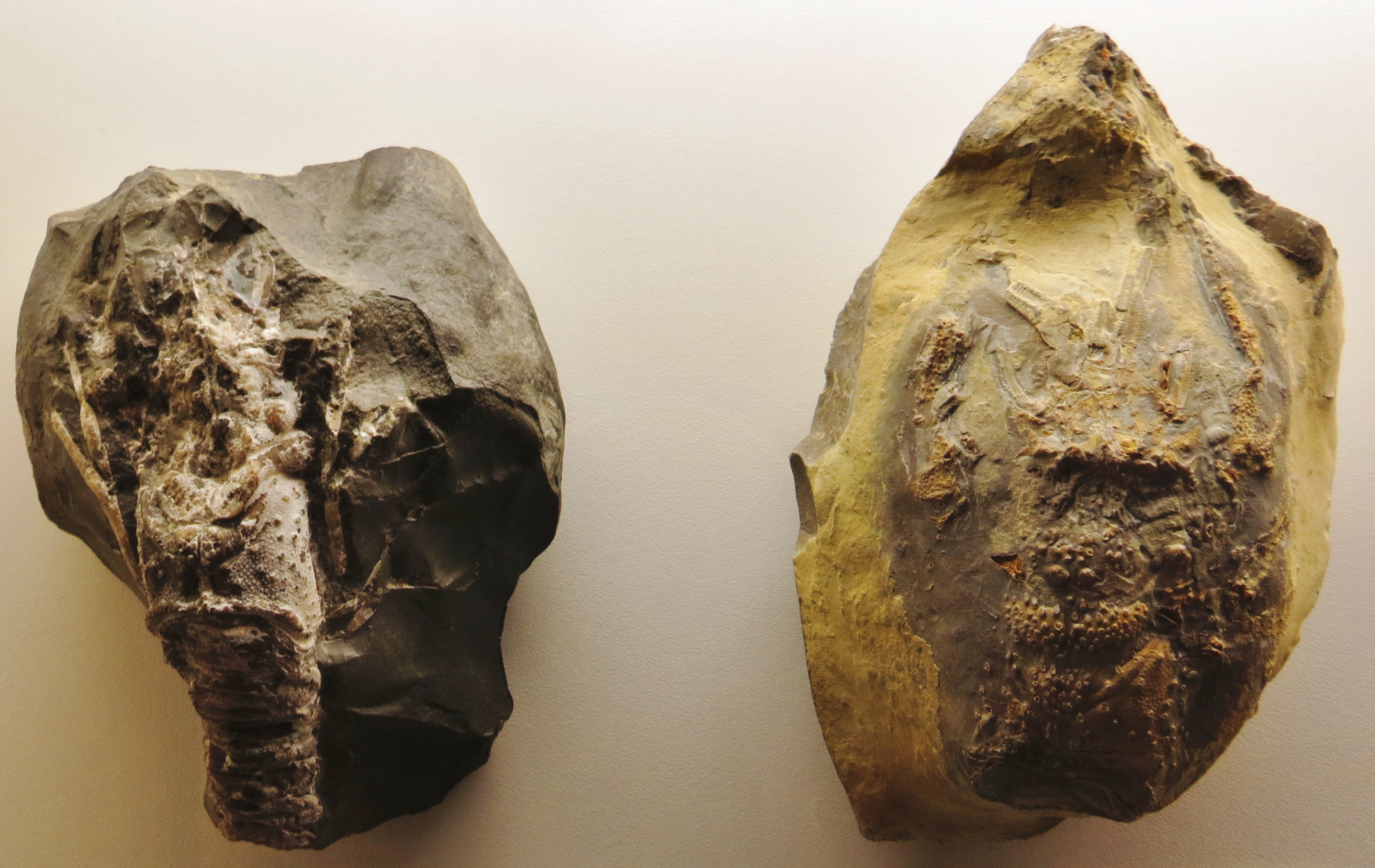
Fossile di Pemphix sueuri
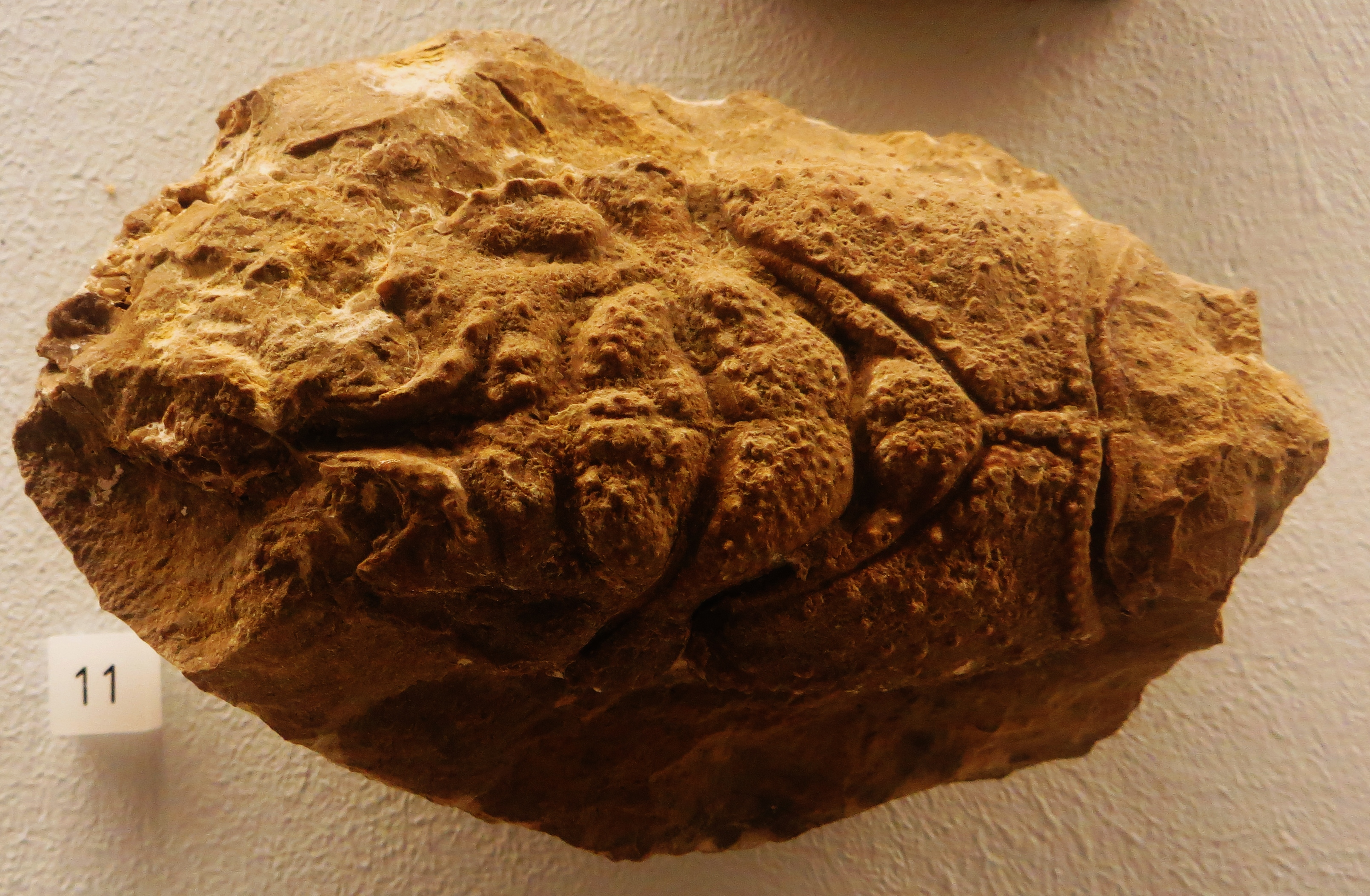
Fossile di Pemphix sueuri
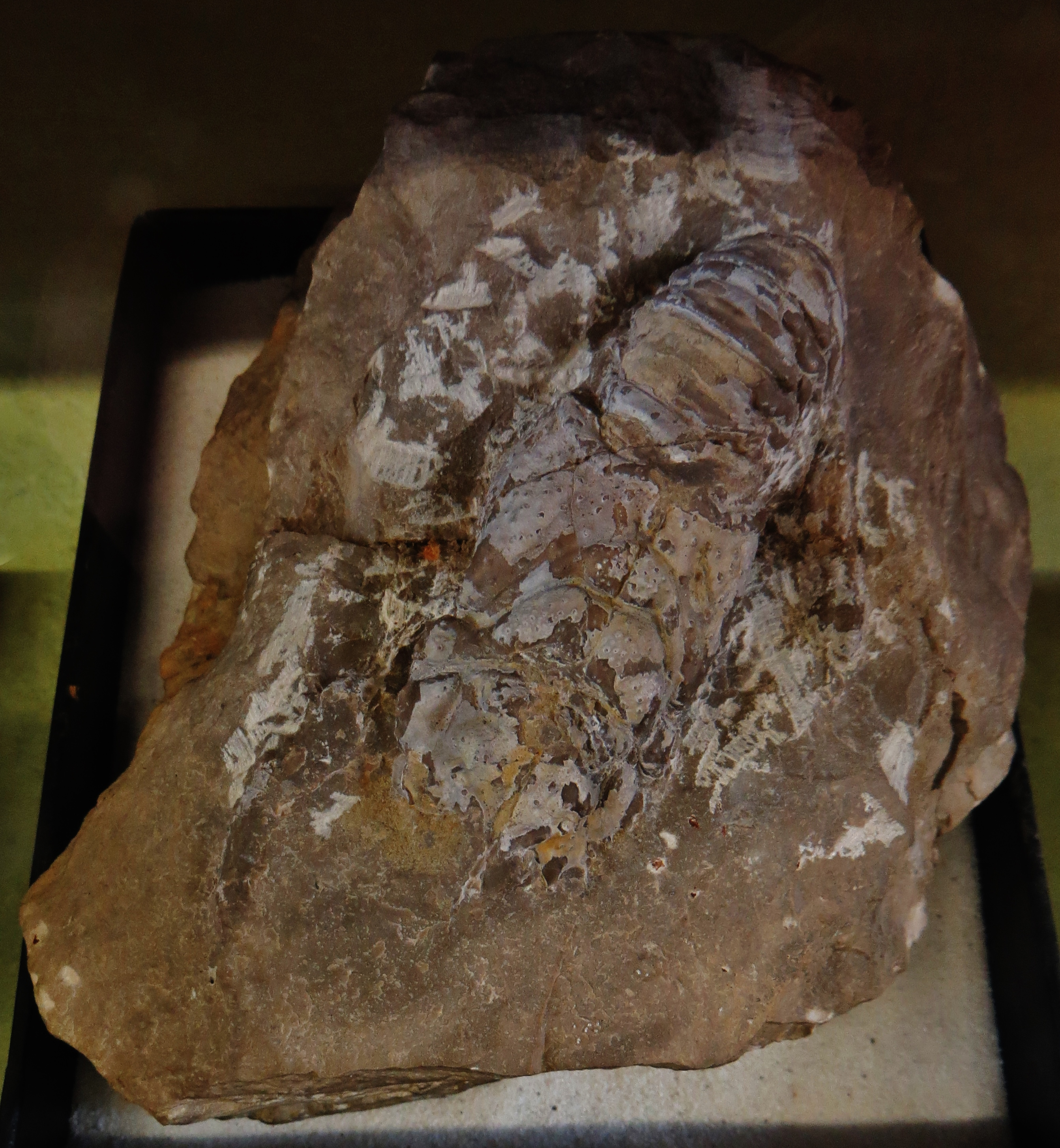
Fossile di Pemphix sueuri
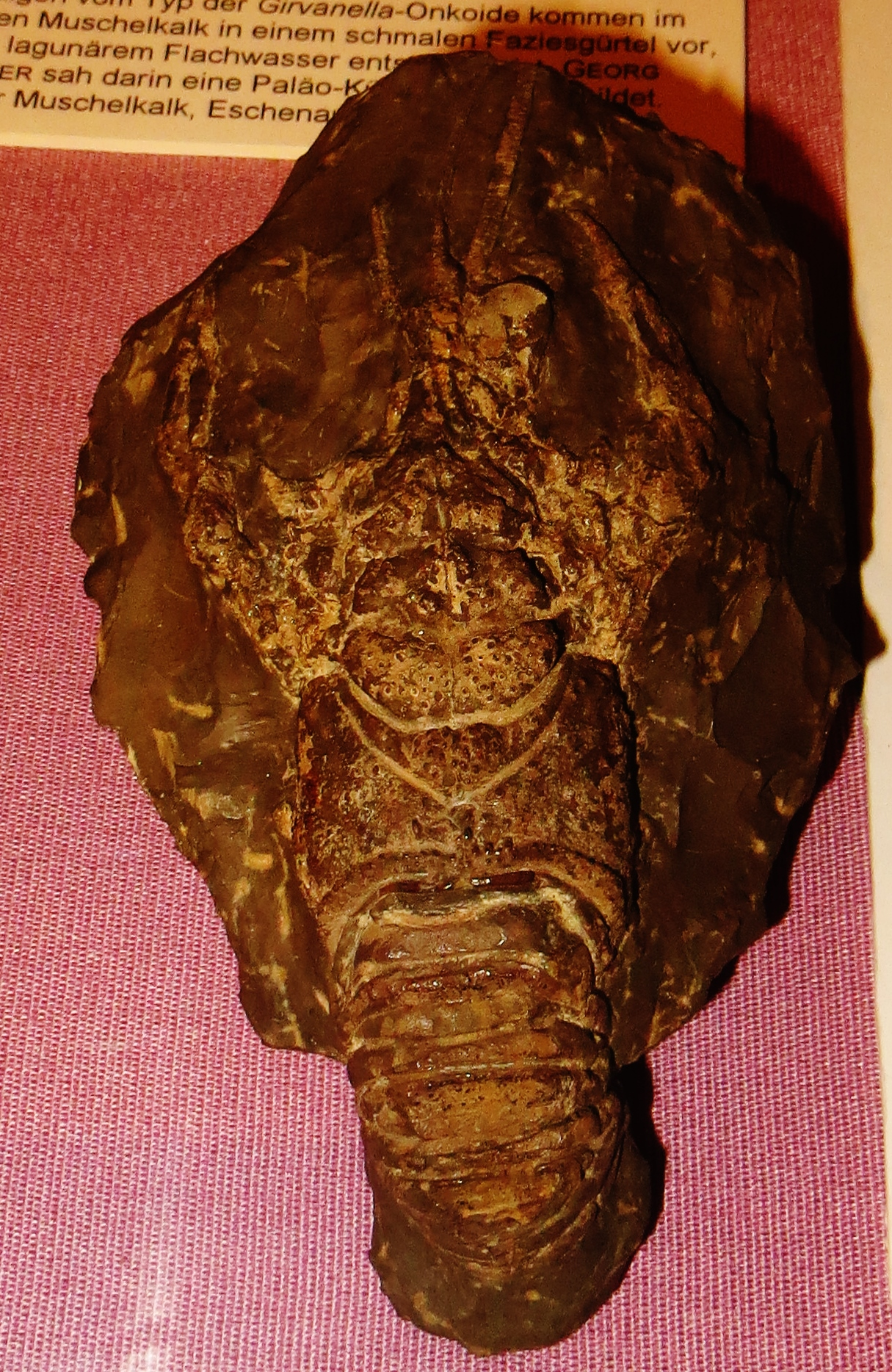
Fossile di Pemphix sueuri